# 孤独な太陽 (エレファントカシマシの曲)
「孤独な太陽」（こどくなたいよう）は、エレファントカシマシの25枚目のシングル。2001年3月16日に東芝EMI/FAITHFUL.から発売。2002年発売のシングル・コレクション『エレファントカシマシ SINGLES 1988-2001』でアルバム初収録。

## 概要
佐久間正英が久方ぶりに外部プロデューサーとして起用された本楽曲は、以前テレビで共演したSMAPへの楽曲提供として当初作られたものだが、「冷蔵庫の冷えたビールを」などの歌詞の一部がイメージに相応しくないと断られている。C/Wの「東京ジェラシィ」は、現在まで当メディアにのみ収録されている。

## 収録曲
作詞・作曲：宮本浩次
1. 孤独な太陽 (4'37")
  - TBS系『日立 世界ふしぎ発見!』エンディング・テーマ
  - 編曲：宮本浩次・佐久間正英
2. 東京ジェラシィ (4'07")
  - 編曲：エレファントカシマシ
3. 風に吹かれて（Live at "日本武道館" 2001.1.4） (4'45") 
  - 編曲：エレファントカシマシ